# Marko Kvasina
Marko Kvasina (ur. 20 grudnia 1996 w Wiedniu) – austriacki piłkarz pochodzenia chorwackiego, występujący na pozycji napastnika. Zawodnik klubu KV Oostende.

## Kariera klubowa
Kvasina treningi rozpoczął w Wiedniu w zespole First Vienna. Następnie grał w rezerwach Austrii Wiedeń, a zadebiutował w Regionallidze w 16 kolejce sezonu 2013/14 przeciwko SV Mattersburg II. Debiut w Bundeslidze austriackiej miał miejsce 22 listopada 2014 r. w 16 kolejce sezonu przeciw Admirze Wacker Mödling; wszedł w 77 minucie zastępując Mario Leitgeba. Pierwszego gola dla Austrii Wiedeń strzelił 13 grudnia grając przeciw SV Grödig. W pucharze Austrii zadebiutował 7 kwietnia 2015 r. przeciw SV Kapfenberg, wchodząc w 45 minucie za Philippa Zulechnera i w minutę później strzelając gola.
13 lipca 2017 roku został ogłoszony jego transfer do FC Twente. Kontrakt został podpisany na 4 lata. Spadek jego drużyny z Eredivisie sprawił, że wielu piłkarzy, w tym Kvasina, odeszło z klubu. Sezon 2018/2019 rozpoczął jako zawodnik SV Mattersburg.

## Kariera reprezentacyjna
Kvasina uczestniczył jako reprezentant Austrii w mistrzostwach świata juniorów U-17 w Zjednoczonych Emiratach Arabskich.
W 2015 r. wziął udział w Mistrzostwach Europy juniorów do 19 lat w Grecji. Zagrał przeciwko Francji, Grecji i Ukrainie, której to strzelił dwa gole.